# Assistenzmodell nach Willem Kleine Schaars
Das Assistenzmodell nach Willem Kleine Schaars (WKS) ist ein Betreuungskonzept, im Sinne eines Teammodells, aus dem Bereich der Behindertenhilfe, das verselbständigende Betreuung vor allem, aber nicht nur im stationären Wohnbereich zum Ziel hat. Eine erste Veröffentlichung zur Methode erschien 1992 auf Niederländisch.
Das Modell wird nicht nur in den Niederlanden, sondern auch in Belgien, sowie in mehreren Einrichtungen im deutschsprachigen Raum eingesetzt.
Kleine Schaars hält seine Methode in ihrer Weiterentwicklung für ein universelles Modell, unter dem viele verschiedene Methoden anwendbar sind. Das Modell wird inzwischen auch in psychiatrischen Einrichtungen, in Alten- und Pflegeheimen, in der Kinder- und Jugendhilfe und in Grund- und weiterführenden Schulen praktiziert.

## Ziel
Im Kontext der weltweiten Inklusionsbestrebungen und des Paradigmenwechsels in der Behindertenhilfe, wonach Behinderung vor allem als ein durch die Haltungen in der Gesellschaft konstruiertes, soziales Problem gesehen wird, verfolgt das WKS-Modell das Ziel der Verselbständigung durch einen personenzentrierten Ansatz. In der Betreuung soll das Individuum in den Mittelpunkt gestellt werden, wodurch ein Prozess in Gang kommt, bei dem insbesondere die Betreuer lernen müssen loszulassen.
Jeder Mensch besitzt einen Rahmen, in dem er nach seinen Möglichkeiten sein Leben gestalten kann. Wird dieser von den Betreuern zu groß gewählt, kommt es zu Überforderung. Wird er zu eng, sodass er einschränkt, stellt dies eine Unterforderung beziehungsweise Überbehütung dar. Grenzen der Selbständigkeit werden überschritten, wenn Betreuer ihre eigenen Werte zum Maßstab machen. „Wenn jemand sagt, dass er sich überbehütet oder bevormundet fühlt, spricht er immer die Wahrheit.“
Dabei wird nicht geleugnet, dass die Verantwortung, auch um Überforderung zu vermeiden, immer bei dem Menschen liegt, der die Unterstützung leisten sollte, weil dieser stets über mehr Möglichkeiten verfügt, als der Unterstützte.
Nebeneffekt der Rückdelegation von Eigenverantwortung und Regie über die eigenen Möglichkeiten an die Betreuten kann aber auch die Einsparung von Betreuungszeit sein, wie sich bei verschiedenen Videobeobachtungen im Rahmen des Coachings für die Methode in Einzelfällen gezeigt hat; es gibt Abläufe die in Eigenregie einer Gruppe Heimbewohner unter Abwesenheit der Betreuungspersonen besser funktionierten, als bei deren Anwesenheit.

## Anwendung
Die Grundhaltung der Betreuer gegenüber den Klienten entspricht in weiten Teilen der Klientenzentrierten Psychotherapie nach Carl Rogers, beziehungsweise dessen humanistischem Menschenbild.
Kleine Schaars beschreibt verschiedene Aspekte, die bei der Arbeit mit seinem Konzept eine besondere Rolle spielen, von denen einige hier erläutert werden sollen, beginnend mit dem relevantesten:

### Die Rollen der Beteiligten
Ausgehend von der Grundannahme, dass es für pädagogisch Tätige einen unlösbaren Konflikt darstellt, gleichzeitig Verständnis und Einfühlung aufzubringen und doch derjenige zu sein, der reglementieren oder Probleme lösen muss, werden diese beiden Rollen getrennt. Dazu bekommt jeder Klient einen Alltagsbegleiter, sowie einen Prozessbegleiter zugewiesen.

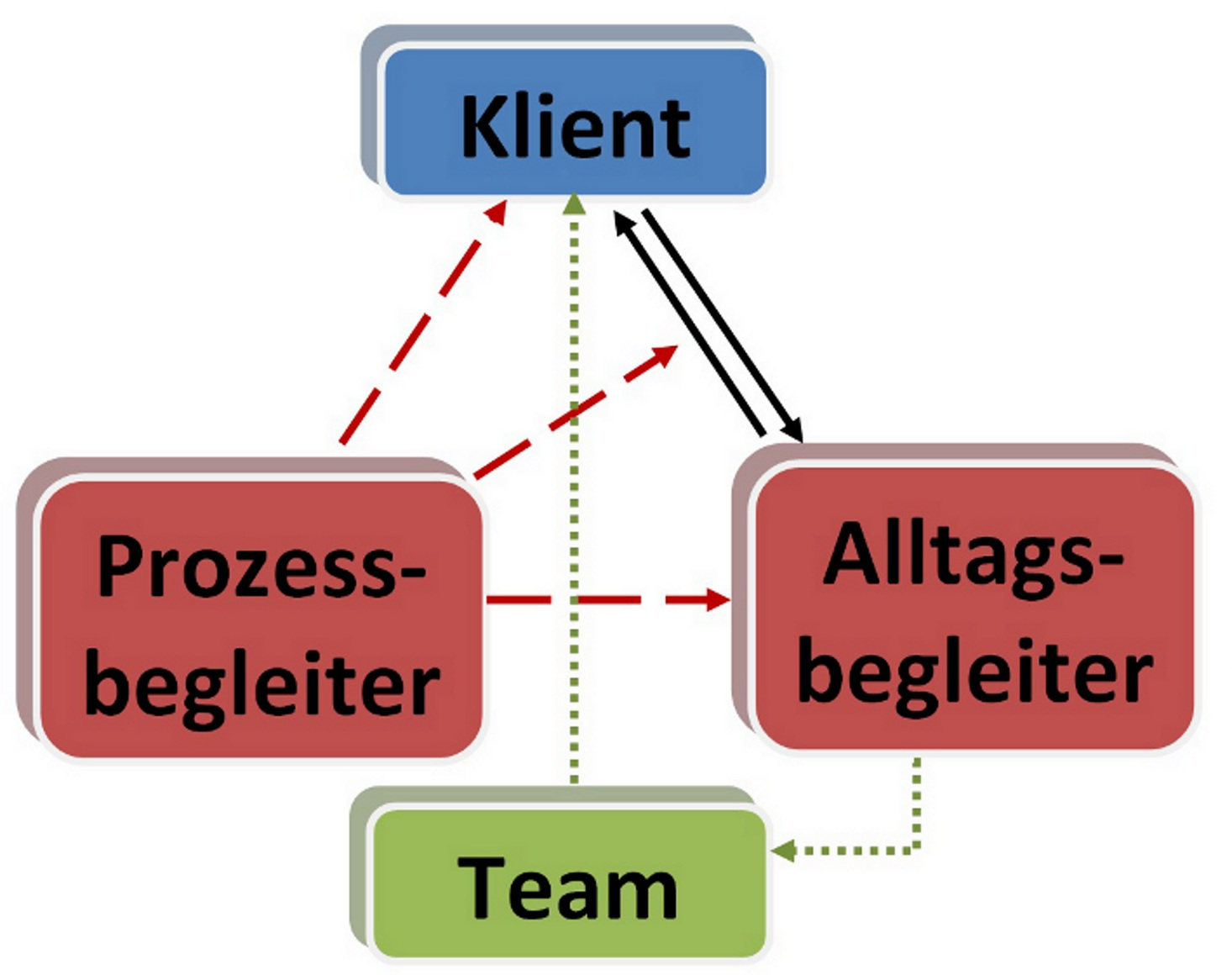
Rollen im Assistenzmodell nach Willem Kleine Schaars.
schwarze Pfeile: primäre Interaktion, rot: sekundäre Interaktion

 Der Alltagsbegleiter kennt den Klienten und leistet die praktische Unterstützung in allen täglichen Verrichtungen (die primäre Interaktion) soweit notwendig. Er kennt auch dessen Möglichkeiten der Selbständigkeit und trifft Absprachen. Die Rolle des Prozessbegleiters besteht dagegen darin, die Kommunikation zwischen Alltagsbegleiter und Klient zu unterstützen, dabei jedoch keine eigene Meinung zu äußern. Er beobachtet die Beziehung zwischen Klient und Alltagsbegleiter und kann von beiden in Anspruch genommen werden, um Probleme bei der Einhaltung getroffener Absprachen zu hören oder widerzuspiegeln, wobei er sich nicht mit der Lösung befasst, sondern diese bei den Beteiligten lässt (die sekundäre Interaktion).
Alle anderen Teammitglieder fungieren als Unterstützer bei der Einhaltung der Absprachen, die zwischen Alltagsbegleiter und Klient getroffen wurden. Wobei der Alltagsbegleiter dem Team klare Aufträge erteilen kann und dessen Aufgaben koordiniert. Umgekehrt geben die Unterstützer Rückmeldung, sofern es Probleme mit Absprachen gibt.

### Feedback
Da der Prozessbegleiter nicht die Aufgabe hat, Probleme des Klienten zu lösen und der Alltagsbegleiter mit dem Klienten gemeinsam den Rahmen entwickeln aber auch schützen soll, in dem dieser seine Selbstbestimmung leben und erweitern kann, ist wechselseitiges Feedback zwischen den Beteiligten notwendig. Im Sinne des Klienten wird hierbei durch das Team, aber auch durch den Prozessbegleiter die Arbeit des Alltagsbegleiters geprüft. Alltagsbegleiter erkennen dagegen leichter, wenn Prozessbegleiter im Gespräch mit dem Klienten ihre eigenen Werte und Normen unbewusst einfließen lassen – sodass diese dann über die Klienten dem Alltagsbegleiter zurückgemeldet werden (statt deren eigener Werte).
Die deutliche Definition der Aufgaben soll es auch anderen Teammitgliedern erleichtern, die Entwicklungsprozesse der Klienten die ja auch sie unterstützen sollen, anderen Kollegen (dem Prozess- und Alltagsbegleiter) zu überlassen.

### Videoaufzeichnungen
Der Einsatz von Videoaufnahmen wird empfohlen, weil dies einerseits besonders objektive Beobachtungen ermöglicht, und andererseits das Verhalten und die Reaktionen der Klienten, in Abwesenheit der Betreuer dokumentieren kann. Jedoch weist Kleine Schaars darauf hin, dass hier persönliche Grenzen von Mitarbeitern wie auch Klienten zu beachten sind.

### Arbeit mit Angehörigen
Bei der Arbeit mit Angehörigen von Menschen mit Behinderungen, die in einem Heim wohnen, kann der Prozessbegleiter die Rolle übertragen bekommen, auch zwischen dem Alltagsbegleiter und den Eltern des Klienten vermittelnd aufzutreten, sowie auch zwischen dem Klient und seinen Eltern. Da der Ablösungsprozess des Kindes von seinen Eltern auf dem Hintergrund des bereits schwierigen Annahmeprozesses erschwert sein kann, kann dies die zunehmende Selbständigkeit eines Heimbewohners mit geistiger Behinderung, jedoch in Bezug auf dessen Eltern, ebenfalls unterstützen.

## Konsequenzen für die Organisation

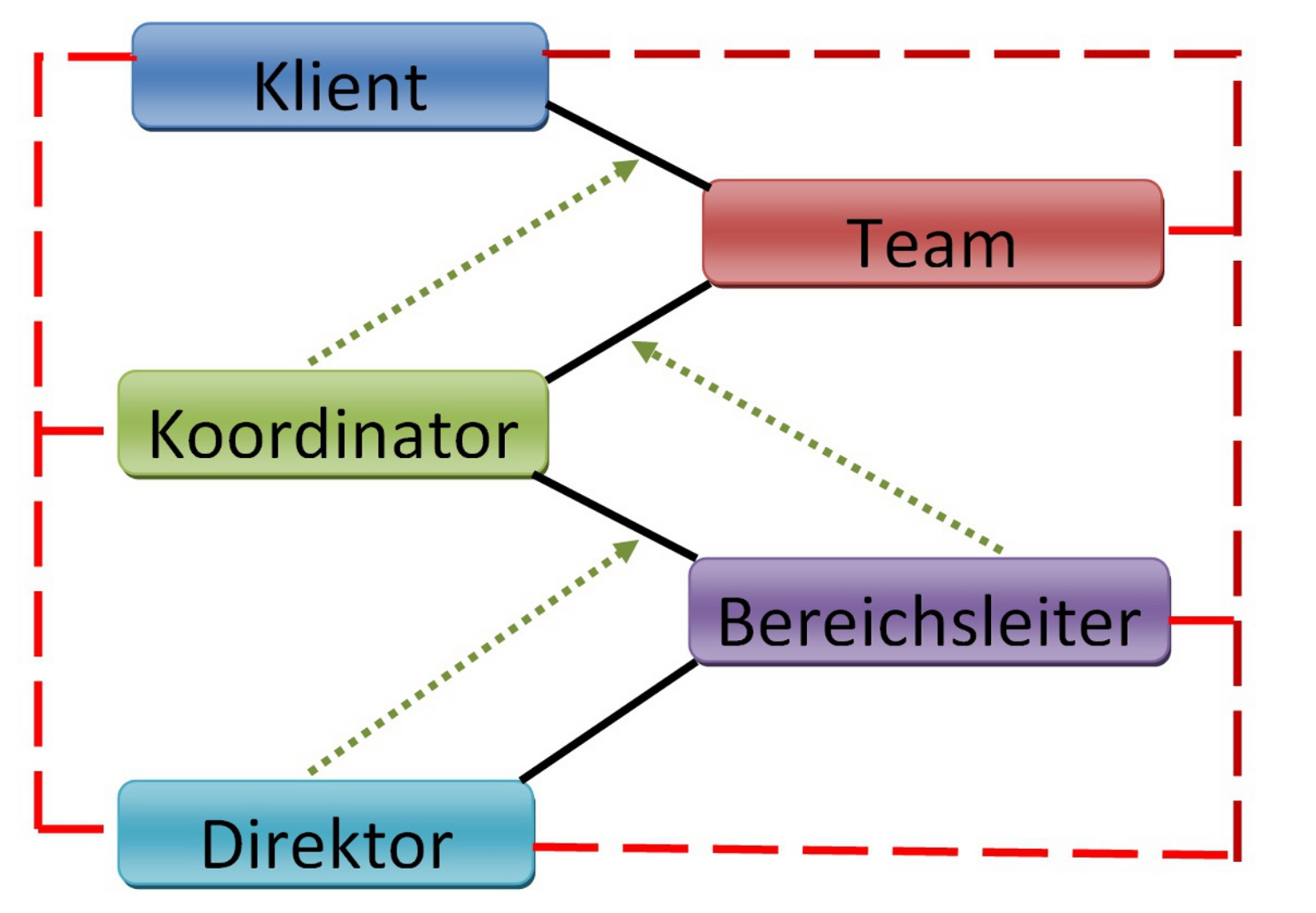
„Raupenmodell“ der Organisation nach WKS
schwarz: gibt Rechenschaft
grün: Überprüfung
rot: aktiv zuhören ohne Bewertung

Die Umsetzung des Konzeptes in größeren Einrichtungen hat auch Konsequenzen für die Organisation, weil „Ausgangspunkt des WKS-Modells ist, dass jeder Mensch so umfassend wie möglich die Regie über sein Leben behält“. Darum müssen alle Ebenen trainiert werden, wobei auch bezüglich der Mitarbeiter Eigenverantwortung und Unterstützung im Mittelpunkt stehen. Leitungen sollen also nicht die Probleme ihrer Mitarbeiter lösen, sondern fragen, was die Teams benötigen, um Probleme oder Aufgaben anzugehen. (Vergleiche dazu den Begriff des Kompetenzmanagements.)
Genauso, wie der Alltagsbegleiter gegenüber dem Klienten die Aufgabe hat, zu überprüfen, ob der Rahmen für dessen selbständiges Handeln weder zu groß, noch zu klein ist, muss ein Teamkoordinator für die Mitarbeiter den Rahmen abstecken, in dem dieses selbst seine Aufgaben lösen kann. Entsprechend muss ein Bereichsleiter gegenüber mehreren Teamkoordinatoren den Rahmen für deren Selbständigkeit abstecken, sodass sich das Prinzip im gesamten Führungsverhalten einer Organisation fortsetzt.
Als eine Art Prozessbegleiter für die Organisation der Einrichtung, kann ein speziell ausgebildeter und zertifizierter „WKS-Coach“ Veränderungsprozesse begleiten und unterstützen. Er achtet darauf,
- ob die Klienten ihr Leben zunehmend selbst bestimmen können und auf die Qualität der Zusammenarbeit von Alltags-, Prozessbegleitern und Team,
- ob unterschiedliche Betreuungsqualitäten bei Mitarbeitern eines Teams ausgewogen vertreten sind,
- ob die Rahmenbedingungen geeignet sind, die Klienten respektvoll zu begleiten. Da diese ja von einem Manager festgelegt wurden, unterstützt der Coach auch dessen Kommunikation mit dem Teamkoordinator.[22]

## Kritik
Als Teammodell ist WKS eine Methode der Leistungserbringung und dient weder als Bedarfserhebungsinstrument, noch liefert es eine Theorie und Praxisanleitung. Zu hinterfragen ist, ob das Betreuungsmodell bei Menschen, die nach aller entwicklungspsychologischen Erkenntnis den Unterschied zwischen sich selbst und der Umwelt oder anderen Personen – und daher auch zwischen Alltags- und Prozessbegleiter – nicht erfassen können, in vollem Umfang angewandt werden kann. Menschen mit sehr schwerer geistiger Behinderung, deren Persönlichkeitsentwicklung beispielsweise noch der eines drei Monate alten Kindes entspricht, werden nicht nur damit, sondern auch mit der Artikulation ihrer Bedürfnisse große Probleme haben. Eine Absprache mit dem Alltagsbegleiter, oder eine kommunikative Reflexion mit dem Prozessbegleiter dürfte diesen kaum möglich sein.
Dies mindert jedoch nicht den Vorteil, dass eine personenzentrierte Haltung durch den Einsatz der Methode in Teams sehr heterogen zusammen gesetzter Wohngruppen als Thema implementiert und ständig wachgehalten wird. Dass zwei Mitarbeiter mit Bezug zu einem Klienten ihr Augenmerk darauf legen, unterstützt dies zusätzlich, sodass zweifellos auch so schwer behinderte Menschen, wie oben genannt, davon profitieren dürften.
Fachleute betrachten die Ergänzung des WKS-Modells mit pädagogischen Standards anderer Verfahren (wie z. B. Gestaltung der Betreuung von Menschen mit Behinderung) in der Praxis als sehr gewinnbringend. Die fehlende Fähigkeit eines Klienten, seine Bedürfnisse zum Ausdruck zu bringen, kann dadurch etwas ausgeglichen werden, wodurch einer subjektiven Auswahl der beachtenswerten Betreuungsaspekte bei der Beobachtung durch den Prozessbegleiter vorgebeugt wird.